# Albatros (contre-torpilleur)
Pour les articles homonymes, voir Albatros.
L' Albatros est un navire de la Marine nationale française lancé le 27 juin 1930 et condamné le 9 septembre 1959. Ce contre-torpilleur appartient à la classe Aigle.

## Histoire
- 14 juin 1940, lors du bombardement de Gênes, reçoit un obus côtier de 152 mm dans la chaufferie arrière. 12 brûlés meurent
- 8 novembre 1942, avarié par les Anglo-américains lors de l'opération Torch à Casablanca. Contraint de s'échouer
- 10 décembre 1942, renfloué
- Rapatrié et transformé en bâtiment d'essais de matériel
- 1949, sert à l'école des canonniers à Toulon
- 1953, reclassé comme escorteur rapide
- 1957, sert à l'expérimentation de nouveaux matériels et à l'artillerie
- 9 septembre 1959, condamné à Toulon
- 1959-1966, brise-lames à Port Avis (île du Levant)
- 1967, vendu pour démolition à Brégaillon